# Мале (Италия)
Вижте пояснителната страница за други значения на Мале.
Малѐ (на италиански и на ладински: Malé) е село и община в Северна Италия, автономна провинция Тренто, автономен регион Трентино-Южен Тирол. Разположено е на 737 m надморска височина. Населението на общината е 2210 души (към 2018 г.).